# Гелен Бельчер
Гелен Бельчер (англ. Helen Belcher; 30 жовтня 1963) — британська активістка і політична діячка ліберал-демократка. Була представлена в The Independent у веселковому списку за свою роботу над ЛГБТ-питаннями, особливо тими, що стосуються транс-спільноти. У 2010 році вона була співзасновницею Trans Media Watch, благодійною організацією, яка займається допомогою трансгендерам. Бельчер безуспішно балотувалась від консерваторів в округ Чіппенемі під час парламентських виборів 2017 року, програвши діючій Мішель Донелан.

## Життєпис
Бельчер народилася в Редінг, де вона відвідувала місцеву гімназію та жила до закінчення університету в Лідсі в 1984 році. Спочатку вона працювала вчителем математики в Бостон-Спа, але згодом зайнялася комп'ютерним програмним забезпеченням, створивши власну компанію по створенню програмного забезпечення в 2004 році.

### Політична кар’єра та активізм
У 2012 році Бельчер дала свідчення в справі розслідування Левесона, культурі, практики та етики преси. У 2015 році вона знову дала свідчення щодо розслідування Комітетом з питань жінок та рівностей щодо трансгендерної рівності, а у 2017 році — щодо розслідування свободи слова у Спільному парламентському комітеті з прав людини.
Таймс відмовився від нагород за коментарі 2018 року, коли суддя колегії Бельчер попросив її усунути після висунення Джаніс Тернер. 
Стверджувалося, що Тернер зробила внесок до ряду статей у пресі, які протистояли запропонованій урядом реформі Закону про визнання статі, причому Бельчер припускає, що внаслідок цього зросли трансгендерні самогубства.
Бельчер балотувалась як ліберальний демократ на місцевих виборах до Ради Вокінгема в 2016 році, але програла кандидату від консерваторів. 
Пізніше того ж року вона була обрана на заміну Данкану Хемесу на його колишньому місці в місті Чіппенхем, де вона знову програла своєму опоненту-консерватору на загальних виборах 2017 року.  
Бельчер була переобраним кандидатом у ліберальні демократи Чіппенхема на парламентських виборах 2019 року.